# Reginald George Price
Reginald George Price, britanski general, * 1897, † 1981.